# فرد کندی
فرد کندی (انگلیسی: Fred Kennedy؛ ۲۳ اکتبر ۱۹۰۲ – ۱۴ نوامبر ۱۹۶۳) یک بازیکن فوتبال اهل بریتانیا بود.